# هنريتا زولد

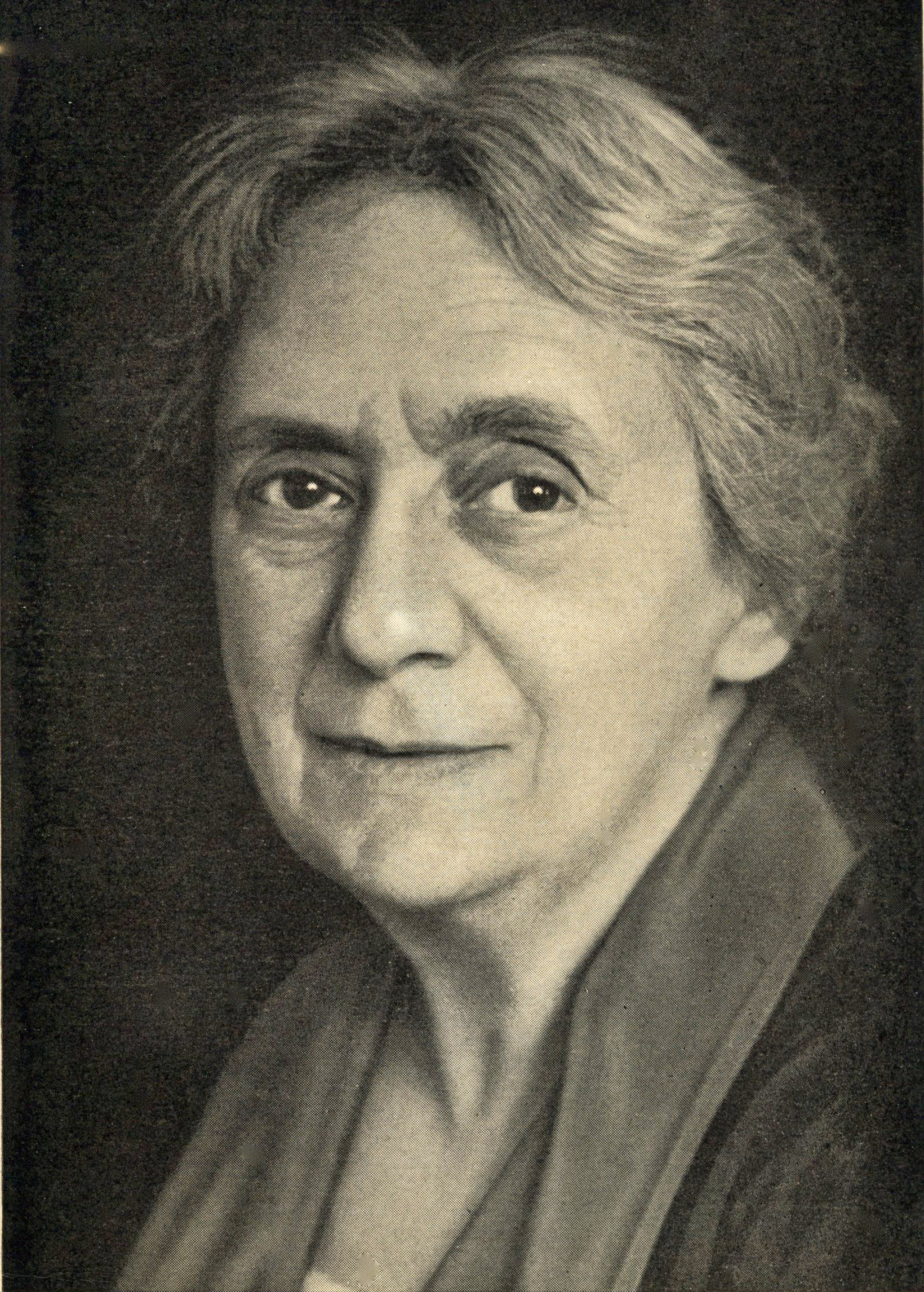

هنريتا زولد (بالإنجليزية: Henrietta Szold)‏ (21 ديسمبر 1860 - 13 فبراير 1945)، امرأة أمريكية يهودية صهيونية ومؤسسة منظمة هداسا وهي منظمة نسوية في أمريكا. في عام 1942، شاركت في تأسيس حزب إيهود، وهو حزب سياسي في فلسطين فترة الانتداب كان داعماً لمقترح حل الدولة ثنائية القومية.
شاركت هنريتا زولد في تأسيس وتنظيم "عاليات هانوعار" (عليا الشباب)، وهي منظمة يهودية أنقذت آلاف الأطفال اليهود من النازيين خلال الرايخ الثالث. قام شباب المنظمة بترتيب إعادة توطينهم في فلسطين في الكيبوتسات وقرى الشباب التي أصبحت البيت والمدرسة في نفس الوقت لهؤلاء الأطفال.

## وصلات خارجية
- هنريتا زولد على موقع الموسوعة البريطانية (الإنجليزية)

- Henrietta Szold Biography at Jewish Virtual Library
- Women of Valor exhibit on Henrietta Szold at the Jewish Women's Archive
- The Central Zionist Archives in Jerusalem site. Office of Henrietta Szold (S48), Personal papers (A125)
- Papers, 1889-1960. Schlesinger Library, Radcliffe Institute, Harvard University.
- مؤلفات Henrietta Szold في مشروع غوتنبرغ
- أعمال أو نبذة عن هنريتا زولد على أرشيف الإنترنت
- أعمال هنريتا زولد في ليبري فوكس